# نيتي فلورنسا كيلر
نيتي فلورنسا كيلر (بالإنجليزية: Nettie Florence Keller)‏ هي طبيبة نيوزيلندية، ولدت في 18 مارس 1875، وتوفيت في 15 يناير 1974.